# Herminia histrio
Herminia histrio là một loài bướm đêm trong họ Noctuidae.